# Stensjön (Hassela socken, Hälsingland)
Stensjön är en sjö i Nordanstigs kommun i Hälsingland och ingår i Harmångersåns huvudavrinningsområde. Sjön är 17 meter djup, har en yta på 1,33 kvadratkilometer och befinner sig 286 meter över havet. Sjön avvattnas av vattendraget Harmångersån (Kölån).

## Delavrinningsområde
Stensjön ingår i det delavrinningsområde (689780-152634) som SMHI kallar för Utloppet av Stensjön. Medelhöjden är 342 meter över havet och ytan är 8,18 kvadratkilometer. Räknas de 11 avrinningsområdena uppströms in blir den ackumulerade arean 75,07 kvadratkilometer. Avrinningsområdets utflöde Harmångersån (Kölån) mynnar i havet. Avrinningsområdet består mestadels av skog (78 procent). Avrinningsområdet har 1,33 kvadratkilometer vattenytor vilket ger det en sjöprocent på 16,3 procent.